# Von brigði
Von brigði er et remixalbum af det islandske band Sigur Rós' første album, Von. De artister, der har remixet sangene er en række islandske musikere. Albummet blev udgivet af Smekkleysa Records i 1998, og sælges fortsat på Island, samt på bandets hjemmeside, og fra 2004 blev den endvidere udgivet i USA. Der blev ydermere udgivet en LP, der indeholdte 4 skæringer fra pladen. Denne blev kun fremstillet i et begrænset oplag på 100, trykt på grøn vinyl. 
Titlen, Von brigði, er et ordspil, idét ordet "Vonbrigði" betyder skuffelse, medens det delt i to betyder "variationer af Von", da "brigði" betyder variationer. 
Den sidste skæring på albummet er en sang af Sigur Rós, som de ville have haft på Von, men som ikke nåede at blive færdig til tiden. 

## Skæringer
1. "Syndir Guðs (Remixet af Biogen)" – 6:55
2. "Syndir Guðs (Remixet af múm)" – 4:52
3. "Leit Að Lífi (Remixet af Plasmic)" – 5:26
4. "Myrkur (Remixet af Ilo)" – 5:29
5. "Myrkur (Remixet af Dirty–Bix)" – 5:01
6. "180 Sekúndur Fyrir Sólarupprás (Remixet af Curver)" – 3:00
7. "Hún Jörð (Remixet af Hassbræður)" – 5:19
8. "Leit Að Lífi (Remixet af Thor)" – 5:32
9. "Von (Remixet af GusGus)" – 7:24
10. "Leit Að Lífi (Remixet af Sigur Rós)" – 5:02

## Eksterne links
- Von brigði på Sigur Rós' officielle hjemmeside